# Chinapro
ChinaPRO (читается «Чайнапро») — еженедельный (с ежедневным обновлением новостной ленты) деловой онлайн-журнал про Китай. Название журнала призвано отразить специфику издания (China в переводе с английского — «Китай»; PRO — три начальные буквы от английского Professional, в переводе — «профессиональный, имеющий отношение к профессии»). Издатель журнала — ООО «Тулпекс».

## История
Первый номер журнала вышел 1 апреля 2005 года и состоял из 8 рубрик. Учредитель и первый главный редактор — Евгений Колесов. С августа 2008 года ресурс полностью изменил дизайн и периодичность: с ежемесячных выпусков на еженедельные с ежедневным обновлением новостной ленты. На октябрь 2013 года материалы выходят в 27 различных рубриках.

## Формат журнала
Основной контент обновляется по понедельникам (включая аналитические статьи, интервью, истории успеха российских предпринимателей, построивших бизнес в Китае, обзоры китайской фондовой биржи, отдельных сегментов китайского рынка, китайской прессы и т. д., а также видеосюжеты и фотоматериалы), новости обновляются ежедневно. Являясь специализированным деловым изданием о Китае на русском языке, ChinaPRO предоставляет пользователям Рунета всеобъемлющую информацию о развитии экономики, промышленности Китая, а также российско-китайских экономических отношениях. Мультимедийный формат: материалы выходят в текстовом формате, аудиоформате и видеоформате. Мультимедийность позволяет всесторонне информировать пользователей о Китае. В разное время эксклюзивные интервью ChinaPRO дали ведущие государственные и общественные деятели России, а также ведущие китаисты и звезды шоу-бизнеса. Среди них: Сергей Цыплаков, Анатолий Чубайс, Петр Фрадков, Андрей Шаронов, Сергей Доренко, Андрей Бунич, Виля Гельбрас, Георгий Гречко, Ришат Кудашев, Алексей Митрофанов, Андрей Островский, Кира Пластинина, Владимир Сунгоркин, Султана Французова, Анна Павлова, Александр Малис, Михаил Титаренко, Михаил Делягин, Петр Баскаков, Сергей Полонский, Герман Стерлигов, Давид Ян, Александр Жуков, Игорь Рогачёв, Игорь Слюняев, Александр Шохин, Владимир Якунин и др. А также: Маша Малиновская, Борис Гребенщиков, Дима Билан, Тимати, Сергей Пудовкин, Ольга Бузова, Аскольд Запашный, Александр Розенбаум, Дмитрий Нагиев, Юрий Стоянов и др.

## Успехи и награды
В 2009 году сайт www.ChinaPRO.ru вошёл в Народную десятку премии Рунета. В октябре 2013 года деловой журнал ChinaPRO стал победителем конкурса «Золотой сайт-2013» в номинации «Профильное СМИ».

## Интересные факты
- 17 июля 2009 года в газете «Коммерсантъ» была опубликована статья под названием «Приоткрылся Черкизовский рынок», в которой журналист издания назвал ChinaPRO «сайтом российской диаспоры китайцев»[43], что в корне не соответствует действительности[44].

Ошибка журналиста “Коммерсанта”, которую без разбора растиражировали по Интернету, безусловно, подняла наш авторитет в глазах китайцев, втянутых в черкизовскую мясорубку. Но то, что мы “сайт российской диаспоры китайцев”, - полная чушь.учредитель делового издания ChinaPRO Евгений Колесов
- 26 марта 2009 года сайт издания был атакован хакерами. Вместо привычных новостей на главной странице посетителей сайта встречала надпись «Сайт атакован ассоциацией хакеров „защитники Руси“»[45].
- В сентябре 2009 года на съёмках Rainforest Challenge[46] съемочная группа ChinaPRO на джипе заблудилась в джунглях острова Хайнань. В этих джунглях после тропических ливней активизируются наземные пиявки. Выйти на базу, принеся на своем теле десятки таких пиявок[47], группе удалось только глубокой ночью.
- В ноябре 2009 года футбольная команда ChinaPRO TV выиграла бронзу международного турнира в Гуанчжоу[48].
- В декабре 2010 года в Гуанчжоу прошел гандикапный турнир по боулингу на призы ChinaPRO[49].
- Особую популярность среди зрителей и читателей ChinaPRO вызвал цикл Sanya Trip, состоящий из 18 эпизодов, общее число просмотров роликов составило более 2 млн[50].
- Самым популярным видеоинтервью стала эксклюзивная беседа журналистов ChinaPRO с Сергеем Доренко о Китае. Сюжет с его участием под названием: «Если Китай, то это война» собрал более 1,3 млн просмотров[51].
- 11 ноября 2011 года читатели подарили редакции звезду в созвездии Девы с координатами 179,73343 — 10,21815, имени «Деловой журнал ChinaPRО», о чём была сделана соответствующая запись в каталоге небесных тел «РосАстро»[52].
- Спецкор ChinaPRO Сергей Дружинин при написании статьи «Сауна — секретное оружие китайской бизнес-дипломатии»[53] прожил в китайской сауне 72 часа.